# Esmeralda (série télévisée, 2004)
Pour les articles homonymes, voir Esmeralda.
Esmeralda est une telenovela brésilienne diffusée en 2004 - 2005 par SBT.

## Distribution
| Acteur               | Personnage                |
| -------------------- | ------------------------- |
| Bianca Castanho      | Esmeralda Álvares Real    |
| Cláudio Lins         | José Armando Álvares Real |
| Tânia Bondezan       | Fátima Álvares Real       |
| Lucinha Lins         | Branca Álvares Real       |
| Paulo César Grande   | Rodolfo Álvares Real      |
| Karina Barum         | Graziella Álvares Real    |
| Delano Avelar        | Dr. Lúcio Malavér         |
| Olivetti Herrera     | Dr. Álvaro Lafaieti       |
| Cleide Queiroz       | Emanuela                  |
| Josmar Martins       | Firmino                   |
| Jardel Mello         | Dionísio Lucero           |
| Marco Lunez          | Januário                  |
| Daniel Andrade       | Adrián Lucero             |
| Carol Hubner         | Joana                     |
| Cyda Baú             | Jacinta                   |
| Pedro Paulley        | Inácio                    |
| Priscila Ferreira    | Florysa "Florzinha"       |
| Antônio Petrin       | Sabiá                     |
| Manoelita Lustosa    | Rosário                   |
| Sônia Guedes         | Margarida                 |
| Fabiana Alvarez      | Patrícia                  |
| Renato Scarpin       | Dr. Marcelo               |
| Nara Gomes           | Socorro                   |
| Graça Berman         | Hortência                 |
| Cris Bessa           | Aurora                    |
| Mário Sérgio Pretini | Dr. Bernardo              |
| Carl Schumacher      | Dr. Fausto                |
| Luís Carlos Bahia    | Cláudio                   |
| Débora Gomez         | Dóris                     |
| Domingos Meira       | Daniel                    |
| Ruth Roncy           | Betânia                   |
| Patrícia Vilela      | Hilda                     |
| Maria Estela         | Irmã Piedade              |
| Patrícia Salvador    | Pietra                    |
| Daniela Franco       | Márcia                    |
| Bibi Menegon         | Amélia                    |
| Tallyta Cardoso      | Tânia                     |
| Fabiana Meireles     | Irmã Lucila               |
| Nirce Levin          | Rita                      |
| João Bourbonnais     | Gustavo                   |

## Diffusion internationale
| Pays       | Chaîne      | Titre     | Série première |
| ---------- | ----------- | --------- | -------------- |
| Brésil     | SBT         | Esmeralda | 9 avril 2004   |
| Chili      | Chilevisión | Esmeralda |                |
| Angola     | ZAP Novelas | Esmeralda |                |
| Mozambique | ZAP Novelas | Esmeralda |                |
| Paraguay   | Telefuturo  | Esmeralda |                |

## Versions
- Esmeralda (1970), réalisé par Grazio D'Angelo, produit par José Enrique Crousillat pour Venevisión; avec Lupita Ferrer et José Bardina.
- Topacio (1984), réalisé par Luis Alberto Lamata et Luis Manzo, produit par Jorge Gherardi et Omar Pin pour RCTV; avec Grecia Colmenares et Victor Cámara.
- Esmeralda (1997), réalisé par Beatriz Sheridan, produit par Salvador Mejía pour Televisa; avec Leticia Calderón et Fernando Colunga.